# Triodia fissura
Triodia fissura là một loài thực vật có hoa trong họ Hòa thảo. Loài này được Barrett, Wells & Dixon mô tả khoa học đầu tiên năm 2005.